# Sophie De Schaepdrijver
Sophie De Schaepdrijver, née à Courtrai le 11 septembre 1961, est une historienne belge.

## Biographie
Sophie De Schaepdrijver se forme aux sciences historiques à la Vrije Universiteit Brussel de 1979 à 1983, puis à l'European University Institute à Florence de 1983 à 1986.
Ses publications ont comme sujet les migrations de populations, les villes au XIXe siècle, le nationalisme, les phénomènes culturels et l'histoire des États-Unis. Elle est également spécialiste de la Première Guerre Mondiale en Belgique,.
Sa biographie de Gabrielle Petit a reçu le prix littéraire Henriette de Beaufort.
Elle est anoblie avec le titre personnel de baronne en 2016,,.

## Publications
- De Groote Oorlog - Het Koninkrijk België tijdens de Eerste Wereldoorlog, Antwerpen - Amsterdam, Atlas, 1997,  (ISBN 9789089242617)[8],[9] -  La Belgique et la Première Guerre mondiale, Traduit du néerlandais par Claudine Spitaels et Marnix Vincent[10]
- Taferelen uit het burgerleven: essays en aantekeningen, 2001
- Gent: een stadsmuseum in Vlaanderen, 2002
- Erfzonde van de twintigste eeuw - Notities bij '14-'18, 2013, Houtekiet - Atlascontact,  (ISBN 978-9089242624)
- Bolwerk Brugge - Bezette stad in 14 - 18, Uitgeverij Hannibal, 2014,  (ISBN 978 94 9208 104 9)
- Sophie De Schaepdrijver et Tammy M. Proctor, An English Governess in the Great War : The Secret Brussels Diary of Mary Thorp, Oxford : University Press, 2017 (Concerne Mary Thorpe qui fut gouvernante dans la famille Wittouck).
- Gabrielle Petit: dood en leven van een Belgische spionne tijdens de eerste Wereldoorlog, Horizon, 2018,  (ISBN 978-9492159922)[11],[12],[13].